# Volemys
Volemys is een geslacht van zoogdieren uit de onderfamilie van de woelmuizen (Arvicolinae). De wetenschappelijke naam van het geslacht werd in 1990 gepubliceerd door Igor Zagorodniuk. 

## Soorten
Er worden 2 soorten in dit geslacht geplaatst:
- Volemys millicens (O. Thomas, 1911)
- Volemys musseri (M. A. Lawrence, 1982)